# Czapa lodowa

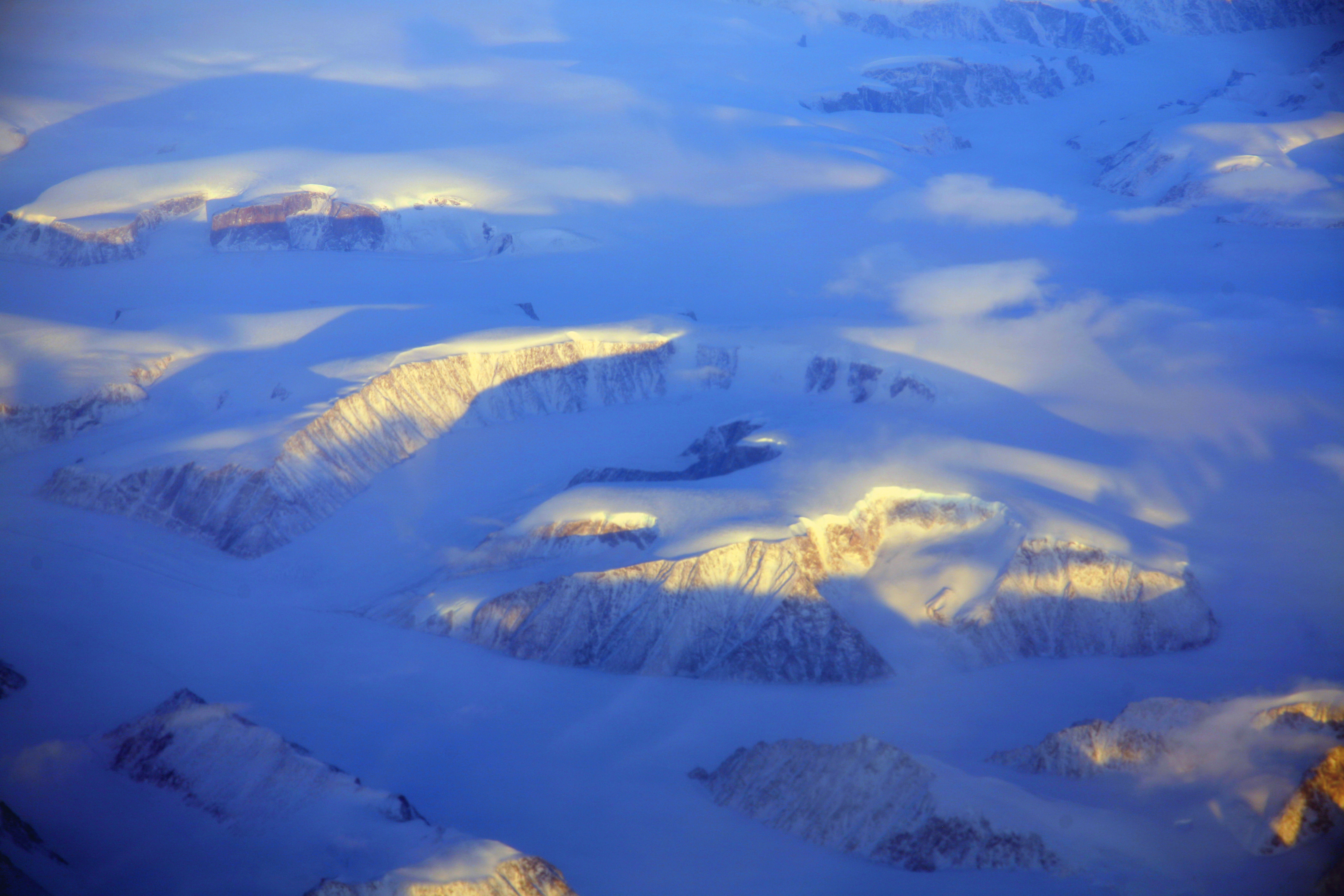
Penny Ice Cap z lotu ptaka

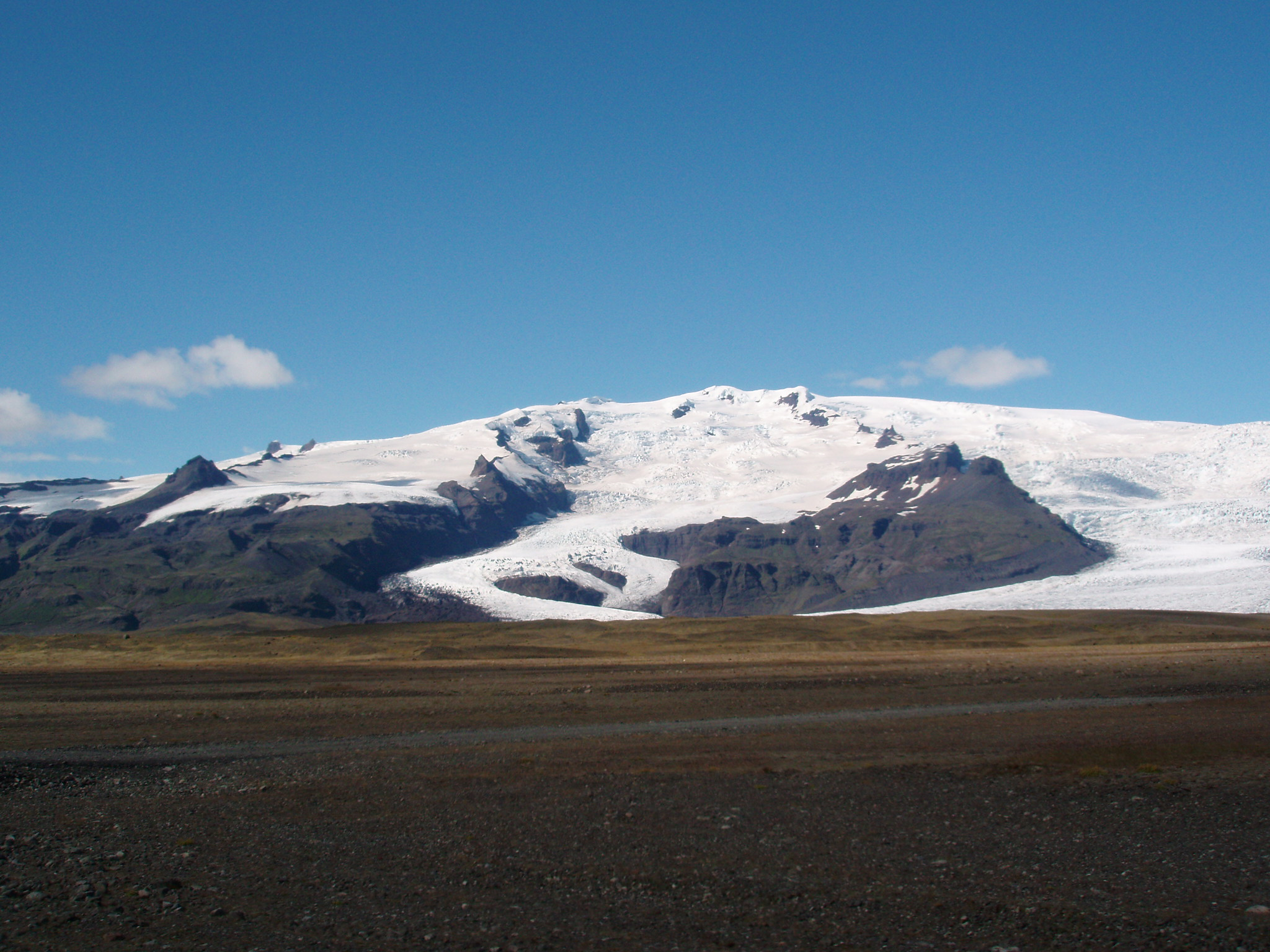
Vatnajökull – czapa lodowa na Islandii

Czapa lodowa – forma lodowca o kształcie zbliżonym do kopuły, opadającym na zewnątrz od swojego środka pod wpływem grawitacji. Czapy przykrywają szczyty górskie lub wyspy w sposób całkowity. Formę, w której np. wierzchołek góry "przebija się" przez lód, nazywa się nunatakiem. 
Czapy lodowe są zwykle większe od pól lodowych, jednak mniejsze niż 50 000 km². Formy większe nazywane są lądolodami. Od tej reguły istnieją jednak wyjątki: często niektóre lodowce o większej powierzchni nadal nazywane są czapami lodowymi. Istnieje również termin polarnej czapy lodowej, dotyczący lodowców na dużych szerokościach geograficznych, a więc w wypadku Ziemi w Arktyce i Antarktyce.

## Przykłady czap lodowych
- Vatnajökull – czapa lodowa na Islandii, pokrywająca 8% wyspy[6]
- Austfonna – największa czapa lodowa w Skandynawii, na Svalbardzie
- Czapa przykrywająca Wyspę Północną archipelagu Nowa Ziemia – prawdopodobnie największa na świecie[3]
- Furtwangler – ostatnia z wielu czap przykrywających Kilimandżaro, obecnie szybko kurcząca się[3]
- Czapy lodowe w Kanadzie
  - Penny Ice Cap
  - Barnes Ice Cap
  - Agassiz Ice Cap
  - Devon Ice Cap